# Metasettore
Per metasettore (definito anche metamercato) si fa riferimento all'emergere di aggregati derivanti dalla sovrapposizione tra settori diversi. Di conseguenza le imprese devono in misura crescente essere in grado di gestire e presidiare conoscenze diverse per poter rimanere sulla frontiera dell'eccellenza e competere da una posizione di forza.
Alcuni riferimenti a questo concetto possono essere trovate nella letteratura aziendale, cui si rimanda per una definizione più articolata:
(Alberto Onetti (2007))

## Il biotech come metasettore
Il biotech può essere considerato uno degli esempi più importanti di metasettore dal momento che nasce dalla convergenza di comparti come il farmaceutico, il chimico, l'information & communication technology (si pensi alla rilevanza della bioinformatica per la chimica combinatoriale), quello alimentare, ecc.
Il biotech quindi non costituisce un settore a sé stante, ma rappresenta un aggregato emergente da una pluralità di altri comparti cui in parte continua a sovrapporsi. Questa caratteristica comporta la presenza simultanea di più player, provenienti da diversi ambiti competitivi. Il fatto che nel recente Rapporto CrESIT – Blossom Associati sulle Biotecnologie 2007 sia stata inserita la categoria «pharma-biotech» (ossia aziende farmaceutiche che diversificano nel biotech e società biotecnologiche di estrazione farmaceutica) rispecchia la necessità di confrontarsi con una crescente compenetrazione ed intersezione tra settori, con «aree grigie» che presentano una importanza tale da non poter essere trascurata.
Contemporaneamente, la trasversalità delle biotecnologie porta le stesse ad essere applicate in contesti merceologici diversi: in tal senso, si individuano aziende biotech «red» (operanti nel campo della cura e salute, a loro volta suddivise in diagnostic e therapeutics), «green» (ambito agricolo zootecnico e veterinario), «white» (applicazioni industriali e recupero ambientale) e «bioinformatics»